# Lateralus
A Lateralus a Tool nevű amerikai rockegyüttes 2001. május 8-án megjelent, harmadik stúdióalbuma. A Billboard 200 slágerlista első helyén debütált. 2003. augusztus 5-én platinalemez lett, majd 2005. augusztus 23-án limitált gyűjtői kiadásban újra megjelent.
A Schism és Parabola című számhoz készült videóklipek 2005. december 20-án külön DVD lemezen jelentek meg.A DVD a klipek mellett a számok Lustmord által készített remixeit is tartalmazza.
A CD HDCD technológiával készült.

## Albumborító
A borítót Alex Grey alkotta, aki később a 2006-os 10,000 Days háromdimenziós képeit is készítette. Az átlátszó lapokból álló borítón az emberi test különböző rétegeit láthatjuk.Az utolsó lap az emberi agyat ábrázolja, amire a "God" (isten) szó van írva. A betűk arab írásra hasonlítanak.

## Érdekességek
- A The Grudge Nathaniel Hawthorne A skarlát betű című művére utal.
- Az Eon Blue Apocalypse című szám Adam Jones Eon Blue nevű kutyájáról szól, aki rákban halt meg.
- A Reflection eredeti címe Resolution volt, de a lemez kiadása előtt megváltoztatták.
- Koncerteken ritkán adják elő a Ticks & Leeches című számot, mivel az nagyon megterheli az énekes hangját. Élőben ezért hangtorzító eszközöket használnak, hogy az ének nehézségét csökkentsék.
- A Parabol című számhoz Danny Carey csövön keresztüli lélegzésének hangját használták fel, hogy a buddhista szerzetesek mantráját utánozzák.
- Az album megjelenésekor egy nyomtatási hiba miatt a kilencedik szám Lateralisként szerepelt.
- A Faaip De Oiadban hallható beszéd egy Coast to Coast AM című műsorba történt betelefonálás 1997-ből.
- A Disposition, Reflection és Triad című dalok egy láncot alkotnak, ezért koncerten egymás után adják elő őket.

## Az album dalai
1. The Grudge – 8:36
2. Eon Blue Apocalypse – 1:04
3. The Patient – 7:13
4. Mantra – 1:12
5. Schism – 6:47
6. Parabol – 3:04
7. Parabola – 6:03
8. Ticks & Leeches – 8:10
9. Lateralus – 9:24
10. Disposition – 4:46
11. Reflection – 11:07
12. Triad – 8:46
13. Faaip de Oiad – 2:39

## Külső hivatkozások
- A Tool hivatalos weboldala
- est.hu cikk